# Dicrania cuibana
Dicrania cuibana är en skalbaggsart som beskrevs av Frey 1965. Dicrania cuibana ingår i släktet Dicrania och familjen Melolonthidae. Inga underarter finns listade i Catalogue of Life.